# Karl Münchinger
Karl Münchinger (ur. 29 maja 1915 w Stuttgarcie, zm. 13 marca 1990 tamże) – niemiecki dyrygent.

## Życiorys
Studiował w Stuttgarcie u Carla Leonhardta, w Lipsku u Hermanna Abendrotha oraz w Salzburgu u Clemensa Kraussa. W latach 1941–1943 był pierwszym dyrygentem Niedersächsisches Symphonieorchester w Hanowerze. W 1945 roku założył własną Stuttgarter Kammerorchester, którą dyrygował od 1947 do 1987 roku. Zespół ten pod jego batutą stał się jedną z najsłynniejszych orkiestr kameralnych na świecie, koncertując m.in. w Stanach Zjednoczonych, ZSRR i Japonii, a także dokonując licznych nagrań płytowych dla wytwórni Decca Records. W 1966 roku założył składający się z 45 muzyków zespół Klassische Philharmonie Stuttgart. W 1988 roku przeszedł na emeryturę.
W jego repertuarze znajdowały się utwory barokowe i klasyczne, a także dzieła twórców współczesnych. Dokonał prawykonania m.in. Concerto breve Jeana Riviera (1954).